# Aulos, Ariège

Aulos este o comună în departamentul Ariège din sudul Franței. În 1 ianuarie 2018 avea o populație de 54 de locuitori.